# 桂枝加苓朮附湯
桂枝加苓朮附湯（けいしかりょうじゅつぶとう）は吉益東洞家方にその記述のある漢方薬のひとつ。体を内部から温めて、冷えと痛みを取り除く。水分滞留を伴う痛みに。医療用医薬品と薬局等で購入できる一般用医薬品がある。

## 処方
桂枝湯（桂枝、芍薬、大棗、甘草、生姜）を基本に蒼朮、附子、茯苓をそれぞれ適量を加えたもの。

## 効果・効能
体力虚弱で、手足が冷えてこわばり、尿量が少なく、ときに、動悸、めまい、筋肉のぴくつきがあるものの次の諸症：関節痛、神経痛。

## 応用
神経痛、小児麻痺など。